# ソユーズ12号
ソユーズ12号(Soyuz 12、ロシア語: Союз 12)は、1973年にソビエト連邦によって行われた、ソユーズ11号の惨事以降、乗組員をより安全に宇宙に運ぶことを目的に新しく再設計されたソユーズ7K-Tの有人飛行試験である。1971年の事故以降の、ソビエト連邦の有人宇宙飛行への回帰となった。打上げ時、再突入時、ドッキング時にソコル宇宙服を着用するため、乗組員数は3人から2人に減った。ボストーク2号以来初めて、加圧宇宙服が用いられた。
宇宙飛行士のワシリー・ラザレフとオレグ・マカロフが宇宙で2日間、新しい宇宙船の点検を行った。

## 乗組員
- 船長 - ワシリー・ラザレフ(1)
- フライトエンジニア - オレグ・マカロフ(1)

### バックアップ
- 船長 - アレクセイ・グバレフ
- フライトエンジニア - ゲオルギー・グレチコ

### リザーブ
- 船長 - ピョートル・クリムク
- フライトエンジニア - ヴィタリー・セバスチャノフ

## パラメータ
- 質量:6,720 kg
- 近点:306 km
- 遠点:348 km
- 軌道傾斜角:51.0°
- 軌道周期:91.0分

## ハイライト
新しいソユーズ宇宙船の最初の有人飛行試験として、ソユーズ12号は、サリュート宇宙ステーションに向かった。しかし、数ヶ月前のサリュート2号とコスモス557号の故障のため、宇宙船がドッキングする相手の宇宙ステーションがなかった。サービスモジュールは太陽電池パネルを備えておらず、電池を積んでいたが、宇宙ステーションへの往復に十分な2日分の電力しか供給できなかった。
ラザレフとマカロフは、打上げや着陸の際には加圧宇宙服を着用することとなっており、そのため乗組員は2人に制限された。
1973年9月27日の打上げが成功すると、宇宙船は2日目には、326×344kmの軌道に入れられた。この軌道は、後にサリュート4号の標準的な軌道であったことが明らかとなった。軌道モジュールのマルチスペクトルカメラが地球の撮影に用いられた。その目的は、穀物や森林の状態の調査であったと報告されている。また、範囲外でのモルニヤ1による地上局との通信も試みられた。
乗組員は、1973年9月29日に無事に地球に帰還し、ミッションは「完璧」だったと言われた。
宇宙船の逆推進ロケットに点火された際に大きな物体が投棄された。この物体は、116日間軌道上にあり、カラガンダ南西400kmに着陸した。